# 아디프산
아디프산(Adipic acid)은 (CH2)4(COOH)2의 화학식을 갖는 유기화합물이다. 산업적 관측에서 보면 아디프산은 가장 중요한 다이카르복시산이다. 매년 25억 킬로그램의 이 하얀색 결정체된 가루가 만들어지고 대부분 나일론을 만들기 위한 전구체로써 만들어진다. 아디프산은 매우 가끔 자연에서 나오기도 한다.

## 아디프산의 제법
역사적으로 아디프산은 산화에 쓰이는 여러 지방(FAT)에서 만들어졌다. 현재 아디프산은 사이클로헥세인올과 "KA oil"(케톤-알코올 오일의 약자(Ketone-Alcohol oil), 이하 케알오일)이라 불리는 사이클로헥세온의 혼합물로부터 만들어진다. 이 케알오일은 여러가지를 거쳐 질산과 산화된다. 사이클로헥세인올이 아질산을 내놓으면서 케톤으로 바뀐다:
HOC6H11 + HNO3 → OC6H10 + HNO2 + H2O
이 많은 반응들 중에서 사이클로헥세온은 단일결합을 자르기 위해 니트로화된다.
HNO2 + HNO3 → NO+NO3- + H2O
OC6H10 + NO+ → OC6H9-2-NO + H+
부산물은 글루타르산과 숙신산을 포함한다.

### 다른 방향의 제법
많은 방법들이 뷰타다이엔의 카르보닐화에 의해 발전되어 왔다. 예를 들어 카르보닐화는 다음을 따른다.
CH2=CHCH=CH2 + 2 CO + 2 H2O → HO2C(CH2)4CO2H
부산물이 물뿐인 녹색화학의 법칙을 이용한 방법이 보고되었다. 사이클로헥세인은 텅스텐 촉매와 상이동촉매를 사용하여 과산화 수소와 산화된다. 부산물은 단지 물뿐이다.

## 같이 보기
- 염화 아디포일
- 헥사메틸렌다이아민
- 나일론
- 과산화수소